# Gabriele Schnaut
Gabriele Schnaut (Mannheim, 24 de febrero de 1951-19 de junio de 2023) fue una soprano dramática alemana, particularmente destacada en roles de Wagner y Strauss.

## Biografía
Estudio en la  Frankfurter Musikhochschule con Elsa Calveti y en Berlín, debutando en 1976 en Stuttgart y trabajando en Darmstadt, Mannheim y Düsseldorf. Sus actuaciones han sido en el Festival de Bayreuth (1976-2000), Salzburgo, Deutsche Oper Berlin, La Scala, Zúrich, Covent Garden, Dresde, Wiener Staatsoper, Opera Lírica de Chicago, Ámsterdam, Metropolitan Opera, Bayerische Staatsoper, Dortmnud, Liceo de Barcelona, Varsovia, Santiago de Chile, y otras plazas líricas.
Roles principales en El anillo del nibelungo (Brünnhilde, Sieglinde), Lohengrin (Ortrud), Tannhäuser (Venus), Turandot,  Elektra, Parsifal (Kundry), Tristán e Isolda (Isolda), Der Schatzgräber (Els), Intolleranza (Frau) y Die Frau ohne Schatten (Färberin) trabajando con directores de orquesta como Christian Thielemann, James Levine, Zubin Mehta, Sir Simon Rattle, Bernard Haitink, Giuseppe Sinopoli, Franz Welser-Möst, Donald Runnicles, Christoph von Dohnányi, Carlo Maria Giulini, Sir Georg Solti, Pierre Boulez y Valery Gergiev y directores de escena como Bob Wilson ( En anillo de los Nibelungos), Herbert Wernicke (Die Frau ohne Schatten, Elektra), David Alden ( En anillo de los Nibelungos), Günter Krämer ( En anillo de los Nibelungos, Tristán e Isolda, Intolleranza, Elektra, Der Schatzgräber), Klaus-Michael Grüber (Elektra), Willy Decker (Götterdämmerung), Götz Friedrich ( En anillo de los Nibelungos, Tristán e Isolda), Ruth Berghaus (La clemenza di Tito, Tristán e Isolda, Elektra), Jürgen Flimm ( En anillo de los Nibelungos), Robert Carsen (Die Frau ohne Schatten), David Pountney (Turandot) y Harry Kupfer (Tristán e Isolda).
Otros papeles incluyen en la tesitura de mezzosoprano hacia los que la soprano se ha dedicado en la actualidad: Lady Macbeth (Macbeth, Verdi), Octavian (Der Rosenkavalier), Sesto, Dorabella (Così fan tutte), Federica (Luisa Miller), Brangäne, Carmen, Leonore y Marie (Wozzeck) y Klytamnestra de Elektra.
Fue nombrada Kammersängerin en Baviera en el 2003 y en 1995 en Hamburgo.

## Discografía de referencia
- Bach, Cantatas / Rilling
- Beethoven: Fidelio / Dohnányi
- Beethoven: Fidelio / Blomstedt
- Hindemith	Cardillac	/ Blomstedt
- Hindemith: Junge Magd / Des Todes Tod
- Hindemith: Mörder, Hoffnung der Frauen
- Hindemith:	Sancta Susanna / Drei Gesänge
- Puccini: Turandot / Gergiev (DVD Salzburg)
- Schreker: Der Schatzgräber / Albrecht
- Wagner Lohengrin / Schneider (Bayreuth DVD)
- Wagner Die Walküre / Mehta
- Stravinsky:	Oedipus Rex /Jarvi